# Nadbiskupijska klasična gimnazija Don Frane Bulić u Splitu
Nadbiskupijska klasična gimnazija Don Frane Bulić s pravom javnosti hrvatska je katolička srednja škola u Splitu.

## Povijest
Splitski nadbiskup Stjepan Cosmi 25. ožujka 1700. godine osnovao je sjemenište u sklopu kojeg je počelo djelovati i studij filozofije i gimnazija otvorenog tipa. Austrijske vlasti 1817. godine sjemenišnu gimnaziju pretvorile su u državnu, koju od tada pohađaju i sjemeništarci. Godine 1821. obustavile su i sjemenišni bogoslovni studij. U sjemeništu je ostao samo dvogodišnji filozofski studij potreban gimnazijalcima za nastavak daljnjeg studija. Taj je sjemenišni studij 1849. godine pretvoren je u dva najviša razreda gimnazije, nakon kojih je slijedio ispit zrelosti. Prva je matura održana je u sjemeništu 1850. godine. Nakon što je splitska državna gimnazija upotpunjena s dva najviša razreda, sjemenište je zbog financijskih i drugih teškoća obustavilo nastavu, a ušteđenim sredstvima podignuta je nova sjemenišna zgrada. Sjemeništarci su do 1906. godine pohađali državnu gimnaziju, a zavod je vršio svoju glavnu zadaću, odgajajući svećeničke kandidate Splitsko-makarske i susjednih biskupija.
Nastojanjem biskupa Filipa Frane Nakića 1906. godine u sjemeništu su otvorena dva najviša gimnazijska razreda, a potom g. 1908. još dva. Nakon što je školi 1925. godine priznato pravo javnosti, do 1928. godine otvoreno je svih osam razreda. Zgrada je istovremeno dograđivana i posuvremenjivana i broj sjemeništaraca je porastao. Značajni djelatnici gimnazije bili su dugogodišnji ravnatelj don Vicko Fulgosi i sjemenišni duhovnik don Grgo Bučić. Biskupska klasična gimnazija uspješno djeluje do 1942. godine, kad pod pritiskom talijanskih vlasti i ratnih neprilika prisiljena obustaviti djelovanje.
Nakon završetka rata biskup Kvirin Klement Bonefačić pobrinuo se, unatoč teškim poratnim prilikama i protuvjerskoj i protucrkvenoj vlasti, da 1945. sjemenišna gimnazija ponovno počne djelovati. U dio sjemenišnog kompleksa bila je smještena vojna bolnica, pa je u preostali dio smjestio učenike i školu. Bila je to osmorazredna gimnazija koja je djelovala do 1952. godine, kad je odlukom vlasti ostala bez nižih razreda i djelovala je kao Srednja vjerska škola za spremanje svećenika.
Nakon demokratskih promjena u Republici Hrvatskoj sjemeništu je vraćena zgrada. Gimnaziji je vraćeno i staro ime te je 1991. godine opet dobila pravo javnosti. U obnovljenu i preuređenu staru sjemenišnu zgradu škola je premještena 1999. godine., a u svom nazivu škola nosi ime don Frane Bulića, hrvatskog katoličkog svećenika, arheologa i povjesničara.

## Ustroj

### Odgojno-obrazovni rad
Gimnazija ostvaruje plan i program klasične gimnazije u trajanju od četiri godine. Ima 8 odjeljenja, 4 kabineta, zbornicu, višenamjensku dvoranu s 400 sjedišta, kapelu, sjemenišni smještaj za 60 osoba i knjižnicu »Ivan Paštrić« osnovanu 1706. godine. Dan škole se slavi na Blagovijest 25. ožujka.

### Izvannastavne aktivnosti
U školi djeluju dramska skupina, mješoviti zbor, povjesničari, volonterska grupa, školski športski klub, tamburaški orkestar i debatni klub.

### Knjižnica Ivan Paštrić
Knjižnica Ivan Paštrić (Bibliotheca Pastritia) utemeljena je 1706. godine donacijom umirovljenog splitskog svećenika, teologa i polihistora Ivana Paštrića. Sadrži bogati fundus knjiga i inkunabula.

## Vanjske poveznice
Mrežna mjesta
- Nadbiskupijska klasična gimnazija Don Frane Bulić, službeno mrežno mjesto